# Thiescourt
Thiescourt est une commune française située dans le département de l'Oise en région Hauts-de-France.

## Géographie

### Hydrographie

#### Réseau hydrographique
La commune est située dans le bassin Seine-Normandie. Elle est drainée par la Divette, la Broyette et le ru des Aulnes,,.
La Divette, d'une longueur de 15 km, prend sa source dans la commune de Plessis-de-Roye et se jette  dans l'Oise à Pont-l'Évêque, après avoir traversé dix communes. 

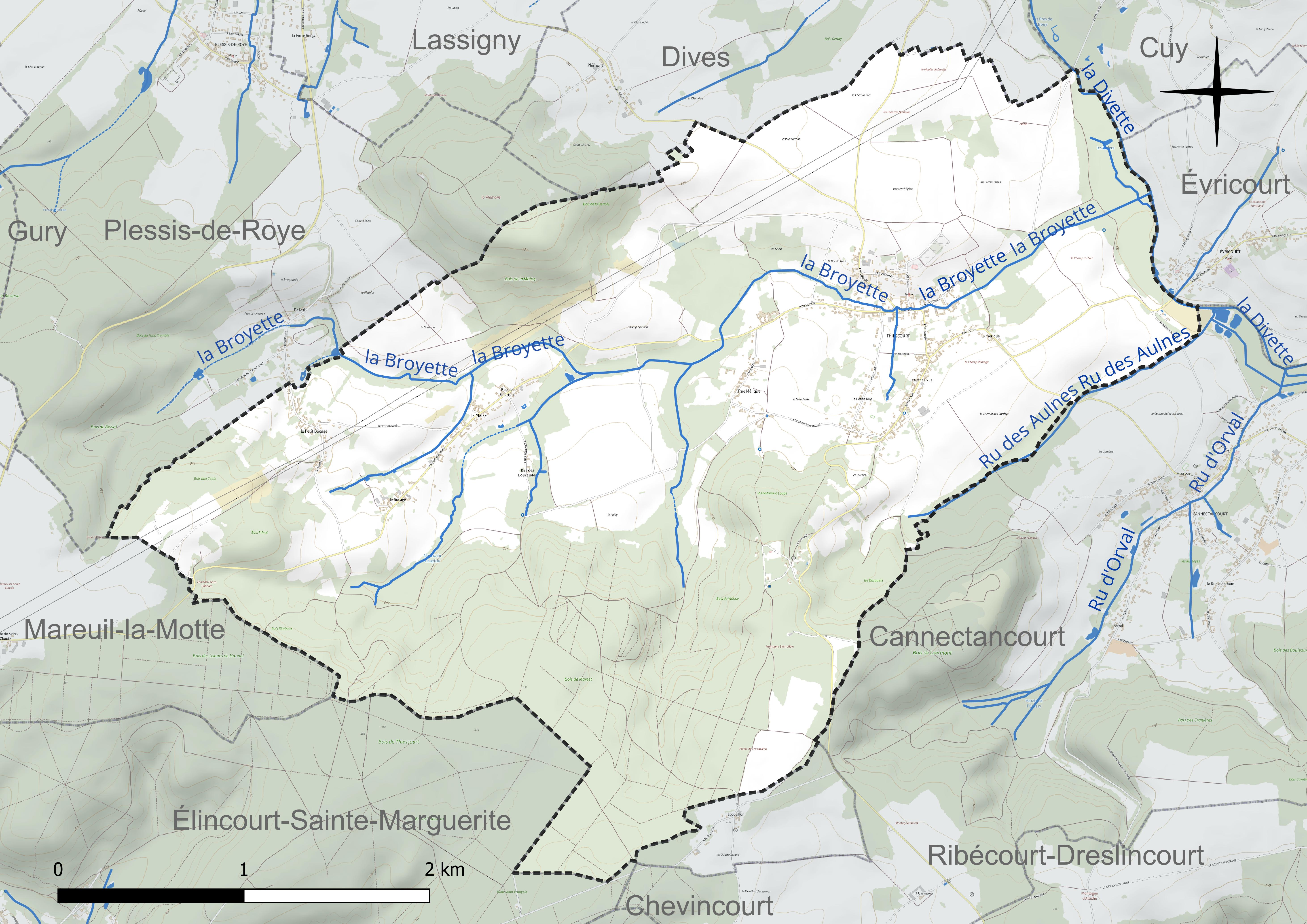
Réseau hydrographique de Thiescourt.

#### Gestion et qualité des eaux
Le territoire communal est couvert par le schéma d'aménagement et de gestion des eaux (SAGE) « Sensée ». Ce document de planification concerne un territoire de 1 013 km2 de superficie, délimité par le bassin versant de l'Oise moyenne. Le périmètre a été arrêté le 24 avril 2017 et le SAGE est, en 2024, encore en élaboration. La structure porteuse de l'élaboration et de la mise en œuvre est le syndicat mixte du SAGE Oise-Moyenne (SMOM). 
La qualité des cours d'eau peut être consultée sur un site dédié géré par les agences de l'eau et l'Agence française pour la biodiversité. 

### Climat
Pour des articles plus généraux, voir Climat des Hauts-de-France et Climat de l'Oise.
En 2010, le climat de la commune est de type climat océanique dégradé des plaines du Centre et du Nord, selon une étude du CNRS s'appuyant sur une série de données couvrant la période 1971-2000. En 2020, Météo-France publie une typologie des climats de la France métropolitaine dans laquelle la commune est exposée à un climat océanique et est dans la région climatique  Nord-est du bassin Parisien, caractérisée par un ensoleillement médiocre, une pluviométrie moyenne régulièrement répartie au cours de l'année et un hiver froid (3 °C). 
Pour la période 1971-2000, la température annuelle moyenne est de 10,5 °C, avec une amplitude thermique annuelle de 15 °C. Le cumul annuel moyen de précipitations est de 725 mm, avec 11,3 jours de précipitations en janvier et 8,3 jours en juillet. Pour la période 1991-2020, la température moyenne annuelle observée sur la station météorologique la plus proche, située sur la commune de Margny-lès-Compiègne à 16 km à vol d'oiseau, est de 11,2 °C et le cumul annuel moyen de précipitations est de 633,5 mm,. Pour l'avenir, les paramètres climatiques de la commune estimés pour 2050 selon différents scénarios d'émission de gaz à effet de serre sont consultables sur un site dédié publié par Météo-France en novembre 2022.

## Urbanisme

### Typologie
Au 1er janvier 2024, Thiescourt est catégorisée commune rurale à habitat dispersé, selon la nouvelle grille communale de densité à sept niveaux définie par l'Insee en 2022.
Elle est située hors unité urbaine. Par ailleurs la commune fait partie de l'aire d'attraction de Compiègne, dont elle est une commune de la couronne,. Cette aire, qui regroupe 101 communes, est catégorisée dans les aires de 50 000 à moins de 200 000 habitants,.

### Occupation des sols
L'occupation des sols de la commune, telle qu'elle ressort de la base de données européenne d'occupation biophysique des sols Corine Land Cover (CLC), est marquée par l'importance des forêts et milieux semi-naturels (45 % en 2018), une proportion identique à celle de 1990 (45 %). La répartition détaillée en 2018 est la suivante : 
forêts (45 %), terres arables (32,2 %), zones urbanisées (10,3 %), zones agricoles hétérogènes (9,9 %), prairies (2,5 %). L'évolution de l'occupation des sols de la commune et de ses infrastructures peut être observée sur les différentes représentations cartographiques du territoire : la carte de Cassini (XVIIIe siècle), la carte d'état-major (1820-1866) et les cartes ou photos aériennes de l'IGN pour la période actuelle (1950 à aujourd'hui).

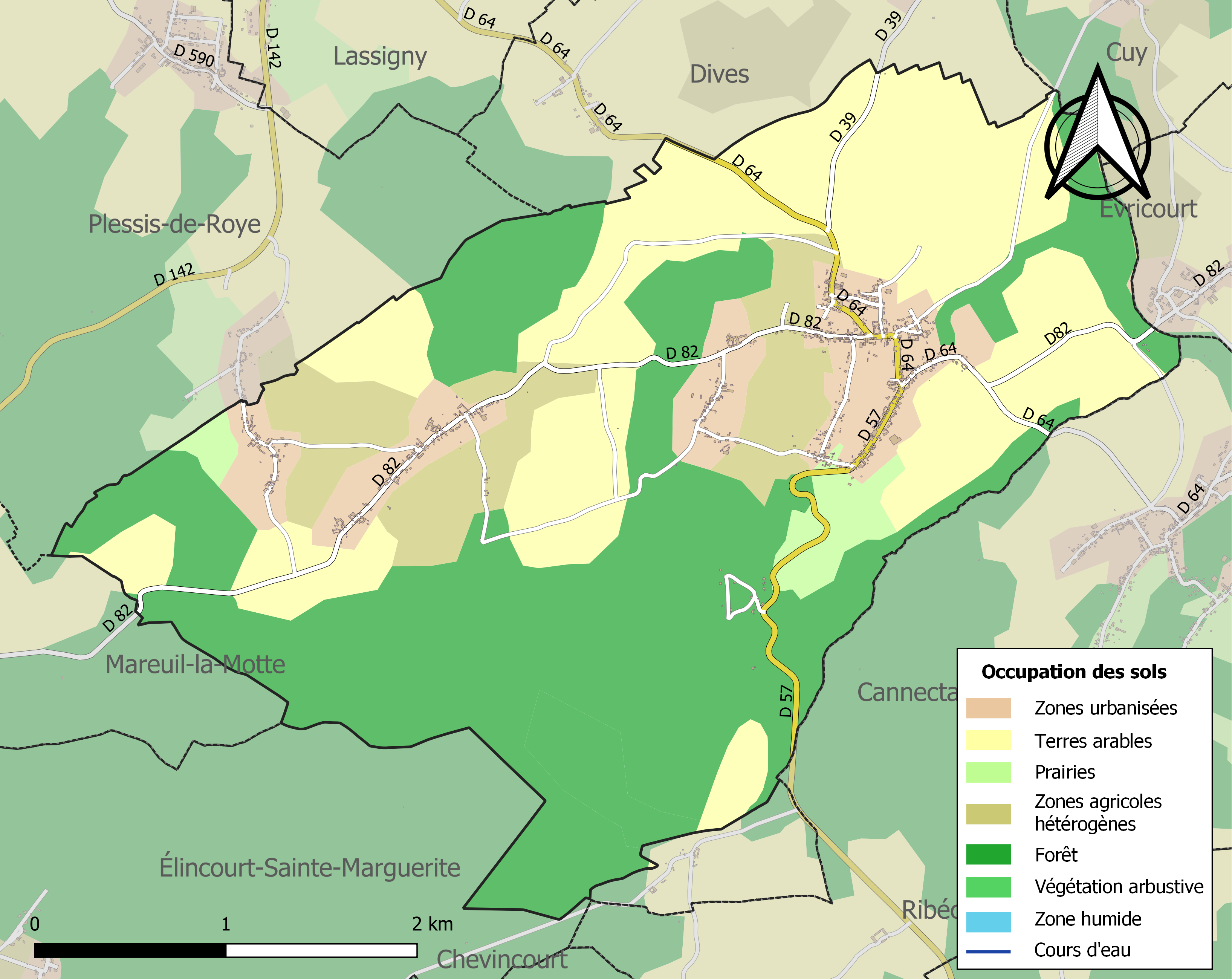
Carte des infrastructures et de l'occupation des sols de la commune en 2018 (CLC).

### Voies de communication et transports
La commune est desservie, en 2023, par les lignes 675 et 6307 du réseau interurbain de l'Oise.

## Toponymie
Le nom de la localité est attesté sous les formes Thiericurtis (902) ; Tihier curtem (902) ; Tihericurte (vers 1030) ; « Tihiercurt cum silva Wafolt » (1033) ; de Thiericurte (1045) ; Tihiercort (1073) ; Tihiericurtis (1126) ; similiter Thericurtem (1128) ; Tihercurt (1176) ; Thiercurt (1190) ; Thiercort (1195) ; Teuhericurtis (vers 1220) ; Tyercort (1227) ; in villa de Tyecort (1228) ; Tyecart (1228) ; Tihercort (1238) ; Tiecourt (1268) ; Thiecourt (1312) ; Thiescour (1667) ; Thyecour (vers 1700) ; Thiescourt (1840).

## Politique et administration
| Période                                  | Période                       | Identité       | Étiquette | Qualité               |
| ---------------------------------------- | ----------------------------- | -------------- | --------- | --------------------- |
| Les données manquantes sont à compléter. |                               |                |           |                       |
| mars 2001                                | 2014                          | Luc Redregoo   | DVG       | Fonctionnaire         |
| 2014                                     | En cours (au 19 octobre 2014) | François Gomez |           | Maître de conférences |

## Population et société

### Démographie

#### Évolution démographique
L'évolution du nombre d'habitants est connue à travers les recensements de la population effectués dans la commune depuis 1793. Pour les communes de moins de 10 000 habitants, une enquête de recensement portant sur toute la population est réalisée tous les cinq ans, les populations de référence des années intermédiaires étant quant à elles estimées par interpolation ou extrapolation. Pour la commune, le premier recensement exhaustif entrant dans le cadre du nouveau dispositif a été réalisé en 2004.

En 2022, la commune comptait 749 habitants, en évolution de −0,4 % par rapport à 2016 (Oise : +0,87 %, France hors Mayotte : +2,11 %).
| 1793  | 1800  | 1806  | 1821  | 1831  | 1836  | 1841  | 1846  | 1851  |
| ----- | ----- | ----- | ----- | ----- | ----- | ----- | ----- | ----- |
| 1 059 | 1 089 | 1 258 | 1 209 | 1 266 | 1 207 | 1 278 | 1 268 | 1 256 |

| 1856  | 1861  | 1866  | 1872 | 1876 | 1881 | 1886 | 1891 | 1896 |
| ----- | ----- | ----- | ---- | ---- | ---- | ---- | ---- | ---- |
| 1 136 | 1 133 | 1 041 | 963  | 924  | 851  | 833  | 810  | 792  |

| 1901 | 1906 | 1911 | 1921 | 1926 | 1931 | 1936 | 1946 | 1954 |
| ---- | ---- | ---- | ---- | ---- | ---- | ---- | ---- | ---- |
| 739  | 712  | 677  | 373  | 471  | 429  | 434  | 458  | 458  |

| 1962 | 1968 | 1975 | 1982 | 1990 | 1999 | 2004 | 2006 | 2009 |
| ---- | ---- | ---- | ---- | ---- | ---- | ---- | ---- | ---- |
| 434  | 424  | 401  | 438  | 536  | 608  | 703  | 721  | 739  |

| 2014 | 2019 | 2022 | - | - | - | - | - | - |
| ---- | ---- | ---- | - | - | - | - | - | - |
| 758  | 757  | 749  | - | - | - | - | - | - |

#### Pyramide des âges
La population de la commune est relativement jeune.
En 2018, le taux de personnes d'un âge inférieur à 30 ans s'élève à 37,1 %, soit en dessous de la moyenne départementale (37,3 %). À l'inverse, le taux de personnes d'âge supérieur à 60 ans est de 19,4 % la même année, alors qu'il est de 22,8 % au niveau départemental.
En 2018, la commune comptait 374 hommes pour 381 femmes, soit un taux de 50,46 % de femmes, légèrement inférieur au taux départemental (51,11 %).
Les pyramides des âges de la commune et du département s'établissent comme suit.
| Hommes | Classe d’âge | Femmes |
| ------ | ------------ | ------ |
| 0,3    | 90 ou +      | 1,6    |
| 4,0    | 75-89 ans    | 5,8    |
| 15,5   | 60-74 ans    | 11,8   |
| 26,4   | 45-59 ans    | 21,5   |
| 18,4   | 30-44 ans    | 20,7   |
| 16,3   | 15-29 ans    | 16,8   |
| 19,2   | 0-14 ans     | 22,0   |

| Hommes | Classe d’âge | Femmes |
| ------ | ------------ | ------ |
| 0,5    | 90 ou +      | 1,4    |
| 5,5    | 75-89 ans    | 7,6    |
| 15,6   | 60-74 ans    | 16,3   |
| 20,8   | 45-59 ans    | 20     |
| 19,4   | 30-44 ans    | 19,4   |
| 17,6   | 15-29 ans    | 16,2   |
| 20,6   | 0-14 ans     | 19,1   |

## Lieux et monuments

### Lieux
- Les Bocages : hameau.
- Clairière Saint-Albin : elle est située sur les hauteurs du Mont Vafaux au sud du village ; elle accueille chaque année, le jour de la Pentecôte, une grande kermesse champêtre, La Fête de la Forêt.
- Bois de Thiescourt : vaste étendue boisée sur une colline au sud-ouest de la commune.

### Monuments
- L'église Assomption de Notre-Dame de Thiescourt[27]
- La Chapelle Saint-Albin ;
- La Nécropole nationale française et le cimetière militaire allemand ;
- Le Cimetière communal ;
- La Marie-école ;
- La carrière du Chauffour.